# Amade Naavandi

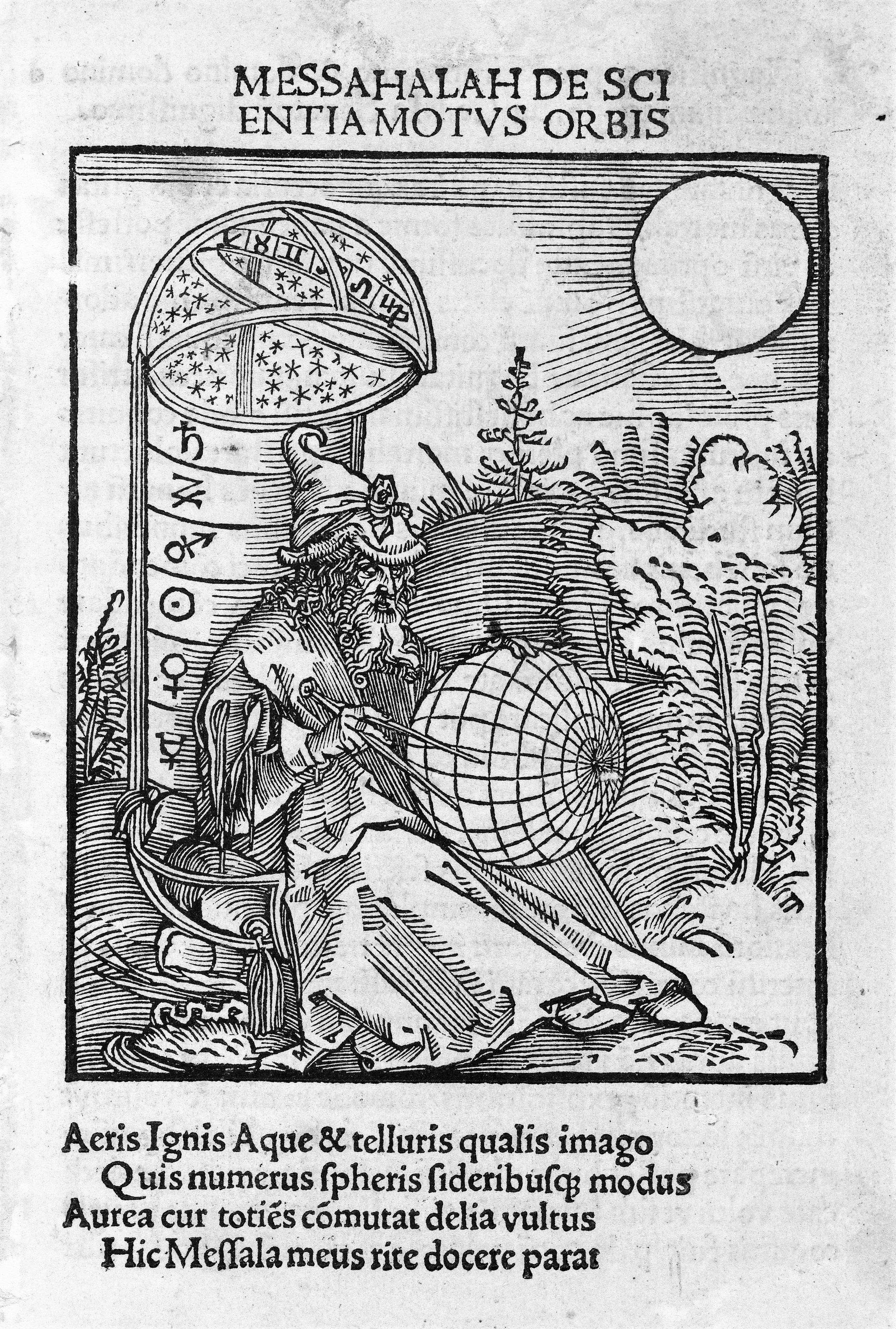
Página de rosto de uma edição alemã de 1504 de De scientia motvs orbis, originalmente de Māshāʼallāh (730?-815?). Tipo 520.04.561, Biblioteca Houghton, Universidade de Harvard

Amade ibne Maomé al-Naavandi (Ahmad ibn Muhammad al-Nahavandi) foi um astrônomo persa dos séculos VIII e IX. Seu nome indica que era oriundo de Niavende, uma cidade no Irã. Viveu e trabalhou na Academia de Gundexapur, no Cuzistão, Irã, no tempo de Iáia ibne Calide, que morreu em 803, onde é relatado terem sido feitas observações astronômicas em torno do ano 800. Ele e Maxalá ibne Atari estiveram entre os astrônomos mais iniciais da era islâmica que floresceu durante o reinado de Almançor, o segundo califa abássida. Também compilou tábuas chamadas de abrangentes (Mushtamil).